# 2023年アブダビグランプリ
2023年アブダビグランプリ（英: 2023 Abu Dhabi Grand Prix、正式名称: Formula 1 Etihad Airways Abu Dhabi Grand Prix 2023）は、2023年のF1世界選手権第23戦（最終戦）として、2023年11月26日にヤス・マリーナ・サーキットで開催された。

## 背景
タイヤ
ピレリが持ち込んだドライ用タイヤのコンパウンドはハード（白）：C3、ミディアム（黄）：C4、ソフト（赤）：C5のソフト寄りの組み合わせ。
| ドライ用   | ドライ用       | ドライ用   | ウェット用           | ウェット用   |
| C3         | C4             | C5         | インターミディエイト | フルウェット |
| ---------- | -------------- | ---------- | -------------------- | ------------ |
| （ハード） | （ミディアム） | （ソフト） | （小雨用）           | （大雨用）   |
DRS：2箇所
※（　）内は検知ポイント
- DRS1：ターン5の210m先から（ターン5の250m手前）
- DRS2：ターン7の165m先から（ターン7の50m先）

## エントリー
フリープラクティスドライバー
（特記のない出典: ）
F1を目指すルーキードライバーを年に2回FP1で起用する義務付けに基づき、アルファタウリ以外の9チーム（レッドブルのみ2人）がFP1に参加するドライバーを起用した。
- レッドブル：2022年-23年のフォーミュラEでチャンピオンを獲得したジェイク・デニスと、レッドブル・ジュニアチームに所属し、FIA F2選手権に参戦中のアイザック・ハジャーがFP1を走行する。なお、ハジャーは第20戦メキシコシティGPでアルファタウリからFP1に参加している。

- フェラーリ：リザーブドライバーのロバート・シュワルツマンが、シャルル・ルクレールに代わってFP1を走行する。

- メルセデス：メルセデス・ジュニア・チームに所属し、FIA F2選手権に参戦中のフレデリック・ヴェスティが、ルイス・ハミルトンに代わってFP1を走行する。

- アルピーヌ：アルピーヌ・アカデミーに所属し、アルピーヌのリザーブドライバーを務めながらFIA F2選手権に参戦中のジャック・ドゥーハンが、エステバン・オコンに代わってFP1を走行する。

- マクラーレン：アロー・マクラーレンからインディカー・シリーズに参戦中のパトリシオ・オワードが、ランド・ノリスに代わってFP1を走行する。

- アルファロメオ：運営元であるザウバーの育成組織「ザウバー・アカデミー」に所属し、アルファロメオのリザーブドライバーを務めながらFIA F2選手権に参戦しているテオ・プルシェールが、周冠宇に代わってFP1を走行する。

- アストンマーティン：AMF1ドライバー・デベロップメント・プログラムに所属し、テスト兼リザーブドライバーを務めるフェリペ・ドルゴヴィッチが、フェルナンド・アロンソに代わってFP1を走行する。

- ハース：フェラーリ・ドライバー・アカデミーに所属し、FIA F2選手権に参戦中のオリバー・ベアマンが、ニコ・ヒュルケンベルグに代わってFP1を走行する。

- ウィリアムズ：ウィリアムズ・ドライバー・アカデミーに所属し、FIA F3選手権に参戦中のザック・オサリバンが、アレクサンダー・アルボンに代わってFP1を走行する。

## フリー走行

### FP1
2023年11月24日 13:30 GST (UTC+4)
- 天候：晴 路面状況：ドライ[1]

### FP2
2023年11月24日 17:00 GST (UTC+4)
- 天候：晴→夜間 路面状況：ドライ[1]

### FP3
2023年11月25日 14:30 GST (UTC+4)
- 天候：晴 路面状況：ドライ[1]

### フリー走行の結果
| 順位  | ドライバー       | コンストラクター   | タイム   |
| ----- | ---------------- | ------------------ | -------- |
| 1     | G.ラッセル       | メルセデス         | 1:26.072 |
| 2     | F.ドルゴヴィッチ | アストンマーティン | 1:26.360 |
| 3     | D.リカルド       | アルファタウリ     | 1:26.433 |
| 4     | V.ボッタス       | アルファロメオ     | 1:26.453 |
| 5     | L.ストロール     | アストンマーティン | 1:26.631 |
| 出典: |                  |                    |          |

| 順位  | ドライバー         | コンストラクター | タイム   |
| ----- | ------------------ | ---------------- | -------- |
| 1     | C.ルクレール       | フェラーリ       | 1:24.809 |
| 2     | L.ノリス           | マクラーレン     | 1:24.852 |
| 3     | M.フェルスタッペン | レッドブル       | 1:24.982 |
| 4     | V.ボッタス         | アルファロメオ   | 1:25.024 |
| 5     | S.ペレス           | レッドブル       | 1:25.112 |
| 出典: |                    |                  |          |

| FP3 \| 順位 \| ドライバー \| コンストラクター \| タイム \| \| ------------ \| ------------ \| ---------------- \| -------- \| \| 1 \| G.ラッセル \| メルセデス \| 1:24.418 \| \| 2 \| L.ノリス \| マクラーレン \| 1:24.513 \| \| 3 \| O.ピアストリ \| マクラーレン \| 1:24.810 \| \| 4 \| A.アルボン \| ウィリアムズ \| 1:24.929 \| \| 5 \| C.ルクレール \| フェラーリ \| 1:25.099 \| \| 出典: [W 15] \| \| \| \| | - 注: いずれもトップ5まで掲載。 |                  |          |
| 順位 | ドライバー                      | コンストラクター | タイム   |
| 1 | G.ラッセル                      | メルセデス       | 1:24.418 |
| 2 | L.ノリス                        | マクラーレン     | 1:24.513 |
| 3 | O.ピアストリ                    | マクラーレン     | 1:24.810 |
| 4 | A.アルボン                      | ウィリアムズ     | 1:24.929 |
| 5 | C.ルクレール                    | フェラーリ       | 1:25.099 |
| 出典: |                                 |                  |          |

## 予選
2023年11月25日 18:00 GST (UTC+4)
- 天候：（夜間） 路面状況：ドライ[1]

### 予選結果
| 順位                | No. | ドライバー                 | コンストラクター                        | Q1       | Q2       | Q3       | Grid |
| ------------------- | --- | -------------------------- | --------------------------------------- | -------- | -------- | -------- | ---- |
| 1                   | 1   | マックス・フェルスタッペン | レッドブル-ホンダ・RBPT                 | 1:24.160 | 1:23.740 | 1:23.445 | 1    |
| 2                   | 16  | シャルル・ルクレール       | フェラーリ                              | 1:24.459 | 1:23.969 | 1:23.584 | 2    |
| 3                   | 81  | オスカー・ピアストリ       | マクラーレン-メルセデス                 | 1:24.487 | 1:24.278 | 1:23.782 | 3    |
| 4                   | 63  | ジョージ・ラッセル         | メルセデス                              | 1:24.337 | 1:24.013 | 1:23.788 | 4    |
| 5                   | 4   | ランド・ノリス             | マクラーレン-メルセデス                 | 1:24.368 | 1:23.920 | 1:23.816 | 5    |
| 6                   | 22  | 角田裕毅                   | アルファタウリ-ホンダ・RBPT             | 1:24.286 | 1:24.207 | 1:23.968 | 6    |
| 7                   | 14  | フェルナンド・アロンソ     | アストンマーティン・アラムコ-メルセデス | 1:24.501 | 1:24.131 | 1:24.084 | 7    |
| 8                   | 27  | ニコ・ヒュルケンベルグ     | ハース-フェラーリ                       | 1:24.425 | 1:24.213 | 1:24.108 | 8    |
| 9                   | 11  | セルジオ・ペレス           | レッドブル-ホンダ・RBPT                 | 1:24.209 | 1:24.116 | 1:24.171 | 9    |
| 10                  | 10  | ピエール・ガスリー         | アルピーヌ-ルノー                       | 1:24.600 | 1:24.078 | 1:24.548 | 10   |
| 11                  | 44  | ルイス・ハミルトン         | メルセデス                              | 1:24.437 | 1:24.359 | n/a      | 11   |
| 12                  | 31  | エステバン・オコン         | アルピーヌ-ルノー                       | 1:24.565 | 1:24.391 | n/a      | 12   |
| 13                  | 18  | ランス・ストロール         | アストンマーティン・アラムコ-メルセデス | 1:24.405 | 1:24.422 | n/a      | 13   |
| 14                  | 23  | アレクサンダー・アルボン   | ウィリアムズ-メルセデス                 | 1:24.298 | 1:24.439 | n/a      | 14   |
| 15                  | 3   | ダニエル・リカルド         | アルファタウリ-ホンダ・RBPT             | 1:24.461 | 1:24.442 | n/a      | 15   |
| 16                  | 55  | カルロス・サインツ         | フェラーリ                              | 1:24.738 | n/a      | n/a      | 16   |
| 17                  | 20  | ケビン・マグヌッセン       | ハース-フェラーリ                       | 1:24.764 | n/a      | n/a      | 17   |
| 18                  | 77  | バルテリ・ボッタス         | アルファロメオ-フェラーリ               | 1:24.788 | n/a      | n/a      | 18   |
| 19                  | 24  | 周冠宇                     | アルファロメオ-フェラーリ               | 1:25.159 | n/a      | n/a      | 19   |
| 107% time: 1:30.051 |     |                            |                                         |          |          |          |      |
| NC                  | 2   | ローガン・サージェント     | ウィリアムズ-メルセデス                 | No Time  | n/a      | n/a      | 20 1 |
| 出典:               |     |                            |                                         |          |          |          |      |

追記
- ^1 - サージェントはQ1でタイムを記録できず107%ルールに抵触したが、スチュワードの裁定によって決勝の出走が許可された[W 17]

## 決勝
2023年11月26日 17:00 GST (UTC+4)
- 天候：（夜間） 路面状況：ドライ[1]

（特記のない出典: ）
マックス・フェルスタッペンがポール・トゥ・ウィンで今季19勝目を挙げた（フェルスタッペン及びレッドブルに関する最多・最高記録については後述）。チームメイトのセルジオ・ペレスは2位でフィニッシュしたが、ランド・ノリスと接触した件で5秒ペナルティが科され、ペナルティ未消化のためレースタイムに5秒加算されて4位に降格した。2位にシャルル・ルクレール、3位にジョージ・ラッセルが表彰台を獲得し、メルセデスはフェラーリを3点差で抑えてコンストラクターズランキング2位を守った。
自己最高位となる6番手からスタートした角田裕毅（アルファタウリ）はウィリアムズを逆転してランキング7位の座を得るために1ストップ作戦を敢行し、ミディアムタイヤのままステイし続けて18周目にF1キャリア初のラップリーダーとなり、23周目にハードタイヤへ交換するまでその座を保持した。37周目にはレッドブル勢に続く3位まで浮上するも、2ストップの上位勢に抜かれていき徐々に順位を落としていく。しかし、周回を重ねたハードタイヤという苦しい状況の中、54周目にはセクター1の自己ベストをマークする健闘を見せ、最終ラップでルイス・ハミルトンにオーバーテイクを許すも、ハミルトンを抜き返して8位入賞を果たした。この果敢な走りはファンからも評価され、キャリア初の「ドライバー・オブ・ザ・デイ」を受賞した。

### レース結果
| 順位  | No. | ドライバー                 | コンストラクター                        | 周回数 | タイム/リタイア原因 | Grid | Pts.  |
| ----- | --- | -------------------------- | --------------------------------------- | ------ | ------------------- | ---- | ----- |
| 1     | 1   | マックス・フェルスタッペン | レッドブル-ホンダ・RBPT                 | 58     | 1:27:02.624         | 1    | 26 FL |
| 2     | 16  | シャルル・ルクレール       | フェラーリ                              | 58     | +17.993             | 2    | 18    |
| 3     | 63  | ジョージ・ラッセル         | メルセデス                              | 58     | +20.328             | 4    | 15    |
| 4     | 11  | セルジオ・ペレス           | レッドブル-ホンダ・RBPT                 | 58     | +21.453 1           | 9    | 12    |
| 5     | 4   | ランド・ノリス             | マクラーレン-メルセデス                 | 58     | +24.284             | 5    | 10    |
| 6     | 81  | オスカー・ピアストリ       | マクラーレン-メルセデス                 | 58     | +31.487             | 3    | 8     |
| 7     | 14  | フェルナンド・アロンソ     | アストンマーティン・アラムコ-メルセデス | 58     | +39.512             | 7    | 6     |
| 8     | 22  | 角田裕毅                   | アルファタウリ-ホンダ・RBPT             | 58     | +43.088             | 6    | 4     |
| 9     | 44  | ルイス・ハミルトン         | メルセデス                              | 58     | +44.424             | 11   | 2     |
| 10    | 18  | ランス・ストロール         | アストンマーティン・アラムコ-メルセデス | 58     | +55.632             | 13   | 1     |
| 11    | 3   | ダニエル・リカルド         | アルファタウリ-ホンダ・RBPT             | 58     | +56.229             | 15   |       |
| 12    | 31  | エステバン・オコン         | アルピーヌ-ルノー                       | 58     | +1:06.373           | 12   |       |
| 13    | 10  | ピエール・ガスリー         | アルピーヌ-ルノー                       | 58     | +1:10.360           | 10   |       |
| 14    | 23  | アレクサンダー・アルボン   | ウィリアムズ-メルセデス                 | 58     | +1:13.184           | 14   |       |
| 15    | 27  | ニコ・ヒュルケンベルグ     | ハース-フェラーリ                       | 58     | +1:23.696           | 8    |       |
| 16    | 2   | ローガン・サージェント     | ウィリアムズ-メルセデス                 | 58     | +1:27.791           | 20   |       |
| 17    | 24  | 周冠宇                     | アルファロメオ-フェラーリ               | 58     | +1:29.422           | 19   |       |
| 18†   | 55  | カルロス・サインツ         | フェラーリ                              | 57     | パワーユニット      | 16   |       |
| 19    | 77  | バルテリ・ボッタス         | アルファロメオ-フェラーリ               | 57     | +1 Lap              | 18   |       |
| 20    | 20  | ケビン・マグヌッセン       | ハース-フェラーリ                       | 57     | +1 Lap              | 17   |       |
| 出典: |     |                            |                                         |        |                     |      |       |

追記
- ^FL - ファステストラップの1点を含む
- ^† - リタイアだが、90%以上の距離を走行したため規定により完走扱い
- ^1 - ペレスはノリスと接触した件の責任を問われ、5秒ペナルティ（ペナルティ未消化のため、レースタイムに5秒加算）とペナルティポイント2点（累積7点）が科せられた[1][W 23]

勝者マックス・フェルスタッペンの平均速度
- 211.054 km/h (131.143 mph)

ファステストラップ
- マックス・フェルスタッペン - 1:26.993（45周目）

ラップリーダー
太字は最多ラップリーダー
- マックス・フェルスタッペン - 52周 (1-16, 23-58)
- シャルル・ルクレール - 1周 (17)
- 角田裕毅 - 5周 (18-22)

## 達成された主な記録
（特記のない出典: ）
ドライバー
- 年間最多勝利（19勝）: マックス・フェルスタッペン - 第19戦メキシコシティGPで樹立した年間最多勝利記録（16勝）をさらに更新[2][W 27][W 28]。
- 年間最高勝率（22戦19勝、86.36%）: マックス・フェルスタッペン - 1952年のアルベルト・アスカリ（8戦6勝、75%[注 2]）を上回る新記録[W 27]。
- 30回目の表彰台: シャルル・ルクレール
- 30回目のファステストラップ: マックス・フェルスタッペン
- 初ラップリーダー: 角田裕毅[2][W 18]

コンストラクター
- 年間最多勝利（21勝）: レッドブル - 前戦ラスベガスGPで樹立した年間最多勝利記録（20勝）をさらに更新[2][W 29][W 28][注 3]。
- 年間最高勝率（22戦21勝、95.45%）: レッドブル - 1988年のマクラーレン（16戦15勝、93.75%）を上回る新記録[W 29][W 28]
- 最終出走 / 最終入賞: アルファタウリ（翌年からRBに名称変更）[W 30]
- 最終出走: アルファロメオ（翌年からキック・ザウバーに名称変更）[W 31]

エンジン
- 年間最多勝利（21勝）: ホンダ・RBPT - 前戦ラスベガスGPで樹立した年間最多勝利記録（20勝）をさらに更新[2][W 32][W 28][注 4][注 5]。
  - なお、年間勝率（95.45%）は1969年（全11戦）と1973年（全15戦）に全勝したフォード（製造はコスワース）に次ぐ歴代3位[W 32]。
- 30台目の表彰台: ホンダ・RBPT

レース
- 全車完走: 20台（完走扱い1台を含む）[W 21][1][2]

## 最終ランキング
|       | 順位 | ドライバー                 | ポイント |
| ----- | ---- | -------------------------- | -------- |
|       | 1    | マックス・フェルスタッペン | 575      |
|       | 2    | セルジオ・ペレス           | 285      |
|       | 3    | ルイス・ハミルトン         | 234      |
| 1     | 4    | フェルナンド・アロンソ     | 206      |
| 2     | 5    | シャルル・ルクレール       | 206      |
| 出典: |      |                            |          |

|       | 順位 | コンストラクター                        | ポイント |
| ----- | ---- | --------------------------------------- | -------- |
|       | 1    | レッドブル-ホンダ・RBPT                 | 860      |
|       | 2    | メルセデス                              | 409      |
|       | 3    | フェラーリ                              | 406      |
|       | 4    | マクラーレン-メルセデス                 | 302      |
|       | 5    | アストンマーティン・アラムコ-メルセデス | 280      |
| 出典: |      |                                         |          |

- 注：いずれもトップ5まで掲載。アロンソとルクレールは同点だが、上位入賞回数（スプリントを除く。アロンソは2位3回・3位5回、ルクレールは2位3回・3位2回）の差でアロンソが上位となる。